# Druid (gioco di ruolo)
Druid è un gioco di ruolo fantasy di Spartaco Albertarelli, Nick Gandolfi e Paolo Parente (che ne ha curato anche le illustrazioni) pubblicato dalla Editrice Giochi nel 1993. È stato pubblicato come confezione in scatola (in maniera simile alla scatola rossa di Dungeons & Dragons). Oltre alla scatola base è stata pubblicata inoltre un'avventura introduttiva intitolata Il Cerchio dei Funghi e un modulo geografico dedicato alla regione chiamata Magh Mor.

## Ambientazione
Il gioco è ambientato sul continente di Annwyn, ed è ispirata alle leggende della mitologia celtica. Nell'antichità una parte dei druidi, incaricati dagli dei di conservare e curare il mondo, si ribellarono contro i loro doveri, volendo sperimentare nuove e mostruose creazioni  Fu questa ribellione, scatenata dai Druidi ribelli (i Derwydd), a portare al conflitto con i Druidi ancora fedeli agli dei e a devastare il mondo infliggendo ferite profonde e lente da guarire, finché non intervennero gli stessi dei a porvi fine con la Grande Onda, che travolse ogni cosa: i Derwydd furono sconfitti e relegati nel Limbo, bloccati da catene di ferro e fuoco, impossibilitati a tornare sul Piano Materiale, mentre gli Antichi Druidi si estinsero quasi del tutto, salvo uno solo, Nehwyn, Colui Che è Tutti e Nessuno, l’Ultimo della sua Casta.
Dalla devastazione sorsero nuove terre, molte razze e stirpi si estinsero, altre presero il loro posto: pian piano la vita tornò nell’Annwyn, e l’Annwyn tornò alla vita..
I personaggi giocanti sono, quindi, dei potenziali druidi raccolti proprio da Nehwhyn, l'Ultimo, per combattere contro gli spiriti dei Derwydd, i druidi malvagi la cui rivolta aveva anticamente convinto gli dei ad inviare un diluvio ed il cui spirito è perdurato ancora oggi a causa dei loro servitori, sparsi nel mondo..

## Sistema di gioco
Il sistema di gioco prende elementi da Dungeons & Dragons e da Girsa. I personaggi appartengono ad una delle razze standard (umani, elfi, nani, halfling). I giocatori hanno a disposizione una riserva di punti da distribuire nelle dieci caratteristiche (forza, agilità, riflessi, destrezza, memoria, freddezza, sensibilità, carisma, osservazione) e nelle proficiencies, a loro volta suddivise in abilità innate, conoscenze e abilità pratiche. La scala di questi valori è percentuale. Ogni personaggio ha anche una professione (artigiano, bardo, soldato, ecc.) che concede vantaggi e svantaggi.
Le azioni vengono risolte con un test d100+caratteristica contro un livello di difficoltà, con possibilità di critici.
Si suppone che tutti i personaggi possiedano poteri magici latenti e che potenzialmente possono diventare nuovi druidi. Esistono diversi tipi di potere innati poteri della mente (telepatia, ipnosi, percezione con le mani, illusione, guarigione), sugli elementi (evocazione di spiriti elementali) e della musica (incantesimi invocati suonando particolari melodie). Superato un certo livello in un numero sufficiente di poteri innati è possibile accedere ai Poteri delle Rune.